# Tušť
Tušť (německy Schwarzbach) je vesnice, část města Suchdol nad Lužnicí v okrese Jindřichův Hradec v Jihočeském kraji, v oblasti Západního Vitorazska. Nachází se na pravém břehu Lužnice, naproti vlastnímu Suchdolu. Prochází tudy silnice I/24 (evropská silnice E49) k hraničnímu přechodu Halámky/Neunagelberg do Rakouska.
Je zde evidováno 161 adres. V roce 2011 zde trvale žilo 294 obyvatel.
Tušť je také název katastrálního území o rozloze 10,74 km².

## Geografie
Tušť se nachází v ploché krajině Třeboňské pánve nad soutokem Lužnice a Dračice, v nadmořské výšce cca 450 m. Do katastru zasahují dvě přírodní rezervace, Horní Lužnice a Na Ivance. Severně od vsi se nachází soustava rybníků Velká a Malá Pískovna a Jezero.
Na katastru Tušti se nachází kemp Vodácká základna, tradiční nástupní místo při vodáckém splouvání Lužnice.

## Historie
První písemná zmínka o vesnici pochází z roku 1339.
Dne 31. července 1920 byla Tušť v rámci Západního Vitorazska převedena z Dolního Rakouska do Čech a připojena k Československu, do okresu Třeboň.
Roku 1938 bylo Západní Vitorazsko včetně Tušti zařazeno do území odstoupených Mnichovskou dohodou nacistickému Německu, přes nesouhlas zdejšího většinově českého obyvatelstva. Koncem května 1945 sem pak vtrhly revoluční gardy pod vedením Vladimíra Hobzy, které v proklamované snaze očistit toto území od tzv. zrádců, tedy Čechů, kteří zde zůstali i po roce 1938, spáchaly řadu zločinů. Jejich vrcholem byla hromadná vražda 14 obyvatel Tušti v noci na 25. května 1945. Jejím iniciátorem byl místní učitel Václav Maxa, vykonavatelem pozdější agent StB František Říha. Oběti masakru připomíná pomník ve vsi, který sem umístil Ferdinand Korbel, potomek jednoho z popravených. Pozůstatky obětí masakru byly exhumovány v roce 1993 a pohřbeny v nedalekém rakouském Gmündu, kde jim byl postaven pomník; příběh byl zpracován i ve filmu Krajina ve stínu.

## Obyvatelstvo
| Rok            | 1869 | 1880 | 1890 | 1900 | 1910 | 1921 | 1930 | 1950 | 1961 | 1970 | 1980 | 1991 | 2001 | 2011 | 2021 |
| -------------- | ---- | ---- | ---- | ---- | ---- | ---- | ---- | ---- | ---- | ---- | ---- | ---- | ---- | ---- | ---- |
| Počet obyvatel | 595  | 651  | 692  | 731  | 735  | 665  | 624  | 464  | 453  | 392  | 362  | 309  | 315  | 294  | 289  |
| Počet domů     | 68   | 75   | 73   | 77   | 88   | 95   | 107  | 116  | 103  | 101  | 106  | 128  | 142  | 153  | 157  |

## Obecní správa
Při sčítání lidu v letech 1850–1976 Tušť byla samostatnou obcí, se kterým patřila nejprve do okresu Waidhofen an der Thaya, ale od 1. října 1899 do 30. července 1920 v okrese Gmünd, posléze od 31. července 1920 do 10. dubna 1960 v okrese Třeboň a od 11. dubna 1960 v okrese Jindřichův Hradec. Od 30. dubna 1976 je částí města Suchdol nad Lužnicí v okrese Jindřichův Hradec.

## Další fotografie

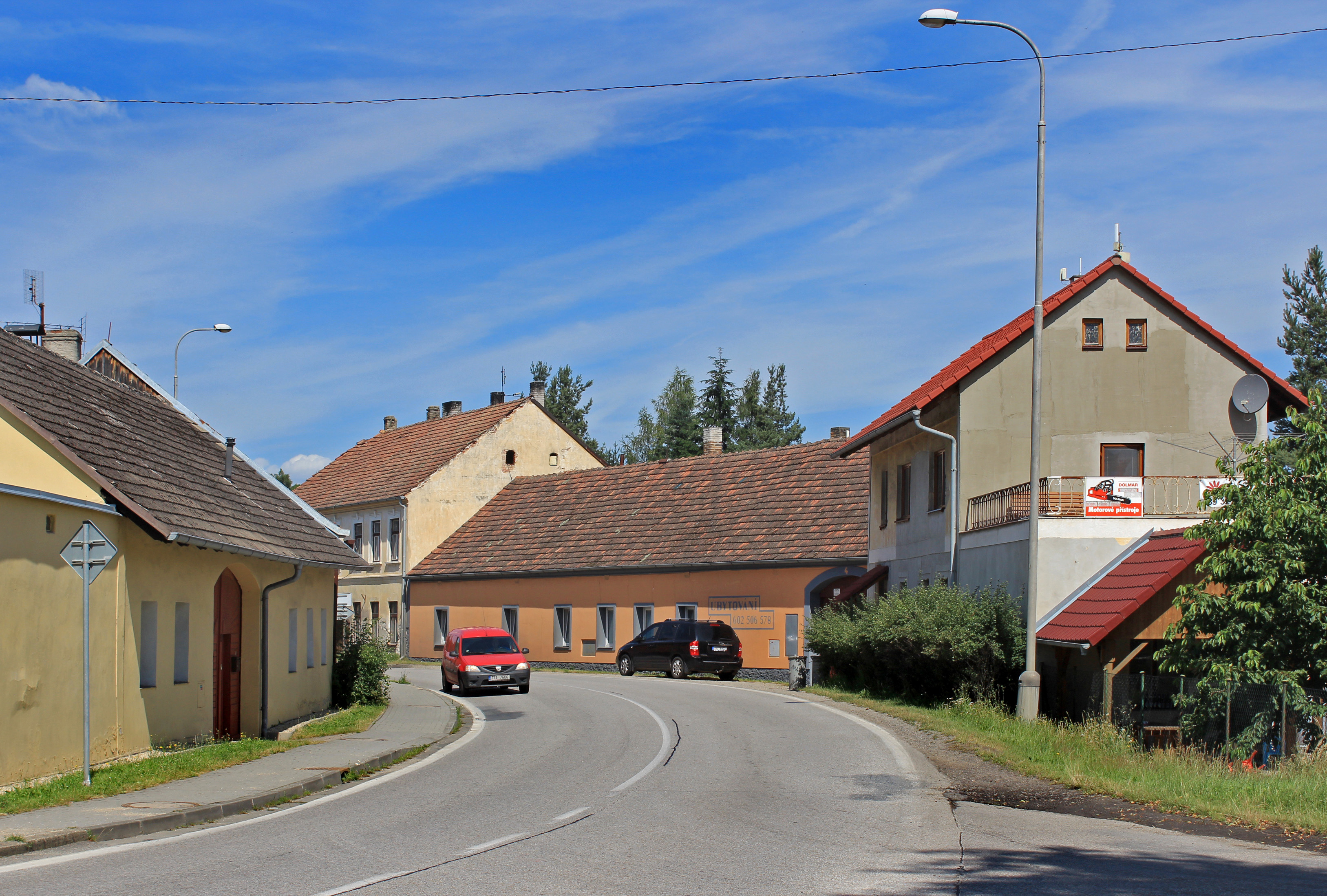
Silnice I. třídy č. 24
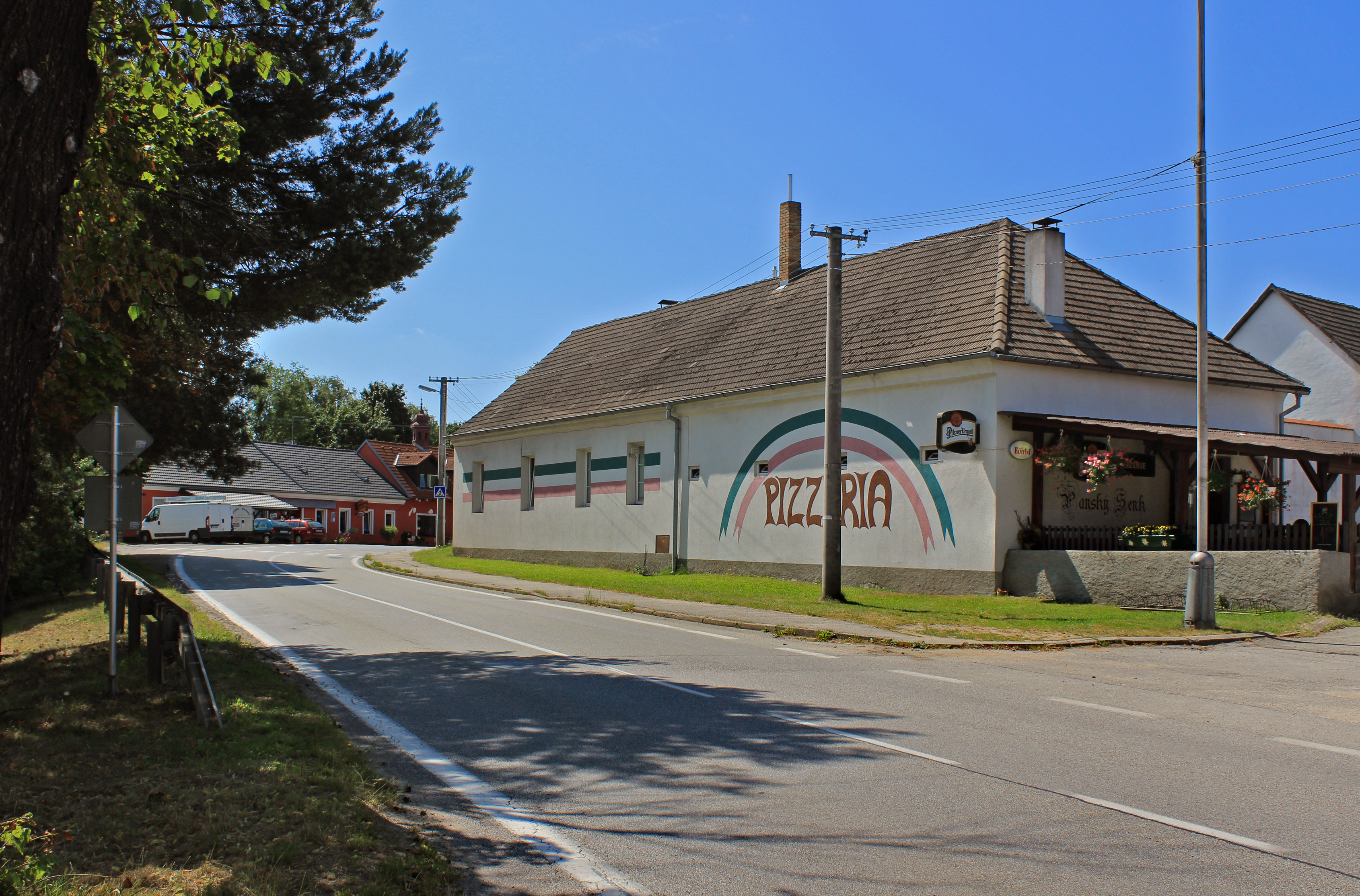
Pizzerie u hlavní silnice
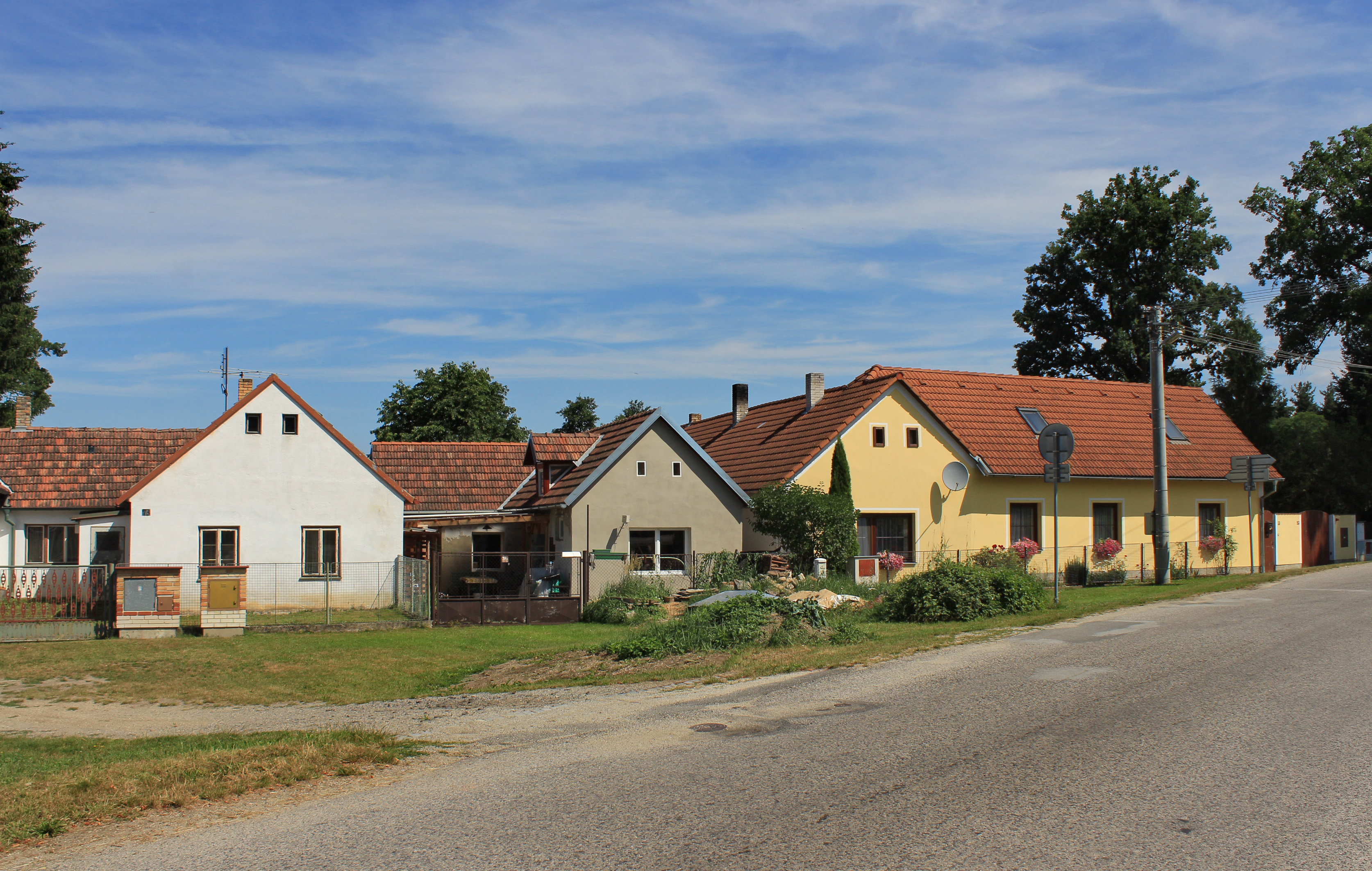
Domky na návsi